# Neivamyrmex leonardi
Neivamyrmex leonardi é uma espécie de formiga do gênero Neivamyrmex.